# Reds (time de rugby)
O Reds é um time profissional de rugby da Austrália franqueado ao Super 14 fundado em 1996 e administrado pela Queensland Rugby Union jogando atualmente no Suncorp Stadium na cidade de Brisbane.